# Monmouth Junction
Monmouth Junction est une communauté non incorporée et une census-designated place du comté de Middlesex, dans l'État du New Jersey, aux États-Unis. En 2020, elle compte une population de 8 895 habitants.